# Kıbrıscık (district)
Kıbrıscık is een Turks district in de provincie Bolu en telt 3.932 inwoners (2007). Het district heeft een oppervlakte van 653,4 km². Hoofdplaats is Kıbrıscık.
De bevolkingsontwikkeling van het district is weergegeven in onderstaande tabel.
| 1997  | 2000  | 2007  |
| ----- | ----- | ----- |
| 4.921 | 5.534 | 3.932 |